# ジョン・セシル (第7代エクセター伯爵)
第7代エクセター伯爵ジョン・セシル（英語: John Cecil, 7th Earl of Exeter、1700年8月11日（洗礼日） – 1722年4月9日）は、イギリスの貴族。1721年までバーリー卿の儀礼称号を使用した。

## 生涯
第6代エクセター伯爵ジョン・セシルとエリザベス・ブラウンロー（Elizabeth Brownlow、第3代準男爵サー・ジョン・ブラウンローの娘）の長男として生まれ、1700年8月11日に洗礼を受けた。1713年から1714年までウィンチェスター・カレッジで教育を受けた。
1721年12月31日に父が死去すると、エクセター伯爵の爵位を継承したが、4か月後の1722年4月9日に死去、22日に埋葬された。生涯未婚だったため、弟ブラウンローが爵位を継承した。